# Виборзький трамвай
Виборзький трамвай — ліквідована трамвайна система у місті Виборг, Росія (у 1918–40 та у 1941–44 роках — Фінляндія).

## Історія
Перший тест-драйв відбувся 25 вересня і 28 вересня 1912 трамвайну мережу було введено в експлуатацію. З самого початку мережа була електрифікована та мала ширину колії 1000 мм Максимальна довжина маршрутів — 21,3 км. Система закрита 1 квітня 1957.

## Рухомий склад
На 1957 рік в дії були моторні вагони:
- ASEA/AEG - 10 шт
- MAN/AEG -6 шт
- HAWA/AEG - 1 шт

У 1954-55 роках парк поповнився 9 моторними і 6 причіпними вагонами LOWA T54/B54 (НДР). Після закриття трамвайного руху, виборзькі вагони LOWA були передані в П'ятигорськ (4 моторних і 4 причіпних вагона) і Калінінград (5 моторних і 2 причіпних вагона). Також до П'ятигорська передали 3 старих причіпних вагона. Решта старих вагонів було списано.

## Ресурси Інтернету
- Выборгский трамвай [Архівовано 24 листопада 2015 у Wayback Machine.]
- История Выборгского трамвая
- Viipurin raitiotiet / Tramways of Viipuri (/ Vyborg) [Архівовано 21 жовтня 2007 у Wayback Machine.] (фін.)(англ.)
- Краткая статья о выборгском трамвае в газете «Выборгские Ведомости»
- Краткие выдержки о выборгском трамвае из газет середины XX века [Архівовано 24 листопада 2015 у Wayback Machine.]
- О выпуске брошюры «Встреча с выборгским трамваем» [Архівовано 25 листопада 2015 у Wayback Machine.]